# Eksplozja „czołgu pułapki” na ulicy Kilińskiego w Warszawie
Eksplozja „czołgu pułapki” na ulicy Kilińskiego w Warszawie – wybuch zdobytego przez powstańców warszawskich niemieckiego pojazdu specjalnego Sd.Kfz.301 (Borgward IV), do którego doszło 13 sierpnia 1944 przy ul. Jana Kilińskiego na Starym Mieście w Warszawie.
W wyniku eksplozji zginęło ponad trzystu powstańców i cywilów, którzy zbiegli się podziwiać zdobyty „czołg”. W rzeczywistości pojazd nie był „czołgiem pułapką”, lecz ciężkim transporterem ładunków, którego pierwotnym przeznaczeniem było zniszczenie barykady na Podwalu, a jego wybuch był zasadniczo dziełem przypadku. Niektórzy świadkowie wskazywali jednak, że Niemcy prawdopodobnie celowo pozwolili powstańcom wprowadzić niebezpieczny pojazd w głąb Starówki. Wydarzenie to znane jest odtąd w polskiej historii jako „wybuch czołgu pułapki” i jest uznawane za jeden z najtragiczniejszych epizodów obrony Starego Miasta. Od 1992 rocznica wybuchu jest obchodzona jako Dzień Pamięci Starówki.

## Zdobycie „czołgu”

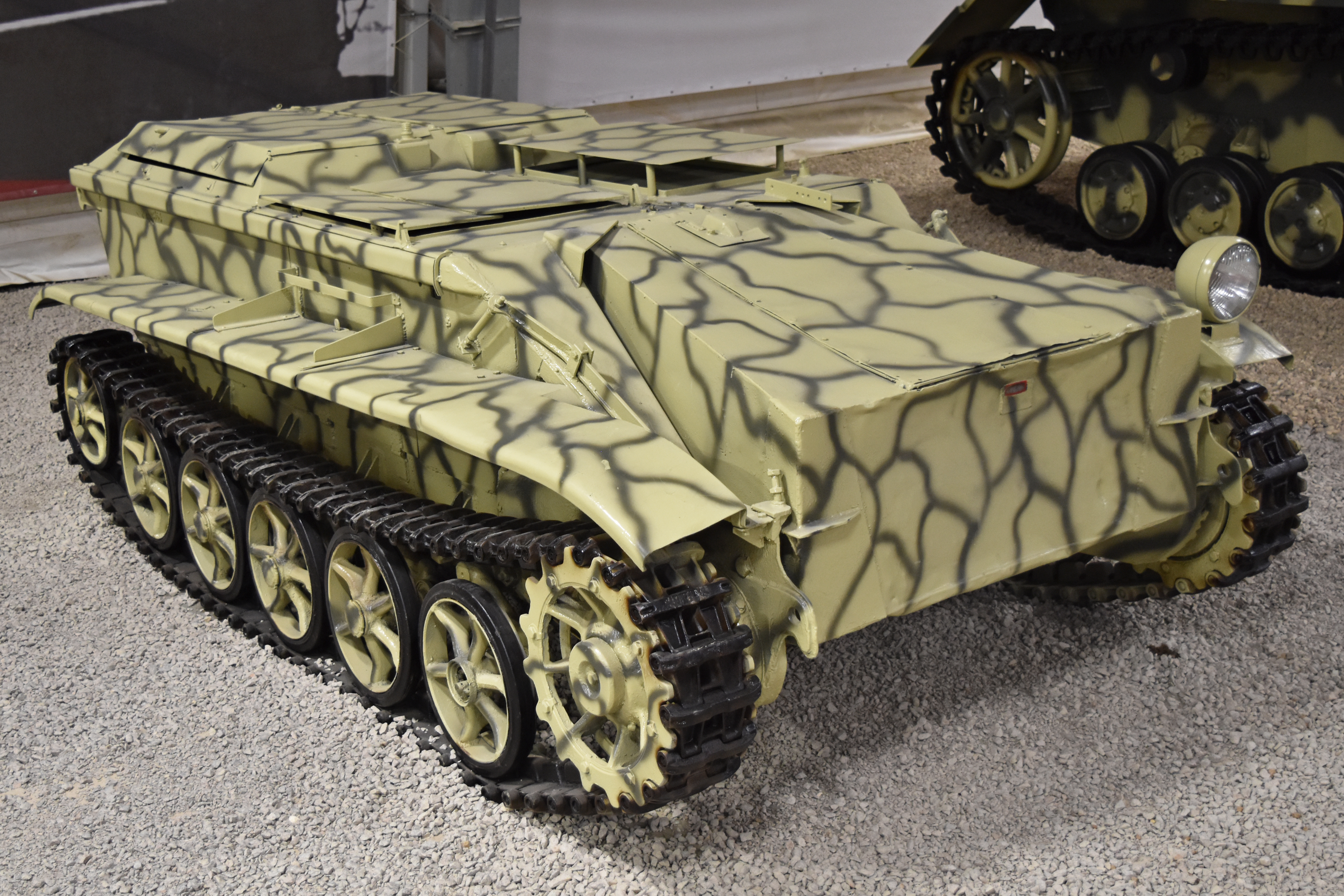
Schwerer Ladungsträger Borgward B IV (Sd.Kfz. 301)

Szczegółowo przebieg wydarzeń związanych z eksplozją na ulicy Kilińskiego opisał (m.in. w relacji dla Gazety Wyborczej) weteran batalionu AK „Gustaw”, Witold Piasecki ps. „Wiktor”. Według jego relacji 13 sierpnia 1944, około godziny 8:00 lub 9:00, dwa niemieckie czołgi typu PzKpfw IV ostrzelały z placu Zamkowego polskie pozycje na ul. Świętojańskiej i Podwalu. Zaraz potem zza czołgów wyłonił się niewielki pojazd, który ruszył wprost na przegradzającą Podwale barykadę, bronioną przez żołnierzy batalionu „Gustaw”. Na szarżującą maszynę poleciały butelki z benzyną. Trafiony pojazd stanął w płomieniach i utknął na barykadzie. Kierowca pojazdu uciekł, nim zaskoczeni obrotem sytuacji powstańcy zdołali chwycić za broń. AK-owcy szybko ugasili płomienie piaskiem.
Inne relacje podają nieco odmienny przebieg wydarzeń. Niemiecki atak miał się rozpocząć o godzinie 10:00, a zapoczątkować go miał godzinny ostrzał powstańczych pozycji przez trzy niemieckie działa pancerne. Dopiero później osłaniany przez nieco większy wóz pancerny i piechotę niemiecki pojazd (nazywany w relacjach „tankietką”) miał ruszyć do szarży na barykadę.
Zdobyczną maszynę zbadał jako pierwszy podchorąży Wiktor Trzeciakowski ps. „Tur” (według innych relacji był to podchorąży Ludwik Wyporek ps. „Miętus”). Polskich żołnierzy zaskoczył fakt, iż zdobyty pojazd nie przypominał żadnego znanego im niemieckiego wozu bojowego. Nie posiadał też żadnego uzbrojenia, lecz tylko radio. Dowódca batalionu kapitan Ludwik Gawrych ps. „Gustaw” oraz jego zastępca Włodzimierz Stetkiewicz ps. „Włodek” nakazali swoim żołnierzom zachować ostrożność i trzymać się z daleka od pojazdu. Podejrzewali, że jego porzucenie może być podstępem wroga, tym bardziej, że po utracie wozu Niemcy z niewiadomych przyczyn natychmiast wstrzymali ogień. Dowództwo postanowiło, że „Wiktor” (pełniący funkcję batalionowego pirotechnika) zbada zdobycz po zapadnięciu zmroku.
W międzyczasie, około godziny 17:00, inna grupa powstańców przejęła jednak pojazd, powołując się na rzekome polecenie dowództwa obrony Starego Miasta. Byli to prawdopodobnie żołnierze któregoś z powstańczych oddziałów zmotoryzowanych: dywizjonu motorowego „Młot” lub kompanii motorowej „Orlęta”. Uruchomili pojazd i wjechali nim w uliczki Starówki, budząc ogromny entuzjazm ludności cywilnej, która słysząc okrzyki „czołg zdobyty!”, zbiegła się tłumnie, aby podziwiać zdobycz.

## Eksplozja

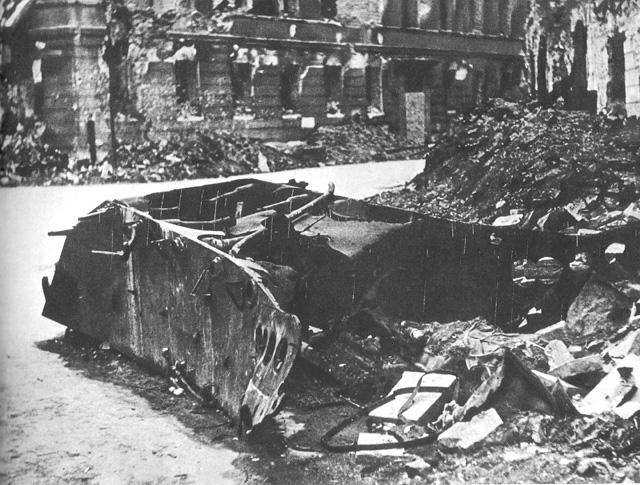
Wrak pojazdu-miny na ulicy Kilińskiego, 18 sierpnia 1944

W rzeczywistości zdobyty pojazd nie był czołgiem, lecz ciężkim transporterem ładunków typu Sd.Kfz. 301 Ausf. C Schwerer Ladungsträger B-IV, należącym do specjalnego 302. Batalionu Pancernego. Pojazd był wykorzystywany m.in. jako samobieżny stawiacz min, służący do niszczenia umocnień. Zdobyty przez powstańców transporter przewoził 500 kilogramów materiału wybuchowego w zamocowanym na pancerzu pojemniku. Kierujący triumfalnie objechali nim powstańczą Starówkę (z Rynku Starego Miasta przepędził ich dowódca zgrupowania, major Stanisław Błaszczak ps. „Róg”) i, powróciwszy na Podwale, skręcili pojazdem w ulicę Kilińskiego. Według niektórych relacji zamierzali odstawić zdobyczny „czołg” na podwórze pałacu Raczyńskich. Przy pokonywaniu małej barykady przy ul. Kilińskiego (było to około godziny 18:00) z pancerza maszyny zsunęła się umieszczona z przodu metalowa skrzynia z ładunkiem wybuchowym.
Nastąpił potężny wybuch, który spowodował masakrę. Dzieła zniszczenia dopełnił jeszcze wybuch butelek zapalających magazynowanych w kamienicy przy ul. Kilińskiego 3. Zginęło ponad 300 osób, a kolejnych kilkaset odniosło rany. Jedną ze śmiertelnych ofiar był aktor Józef Orwid. Spośród jednostek powstańczych największe straty poniosła kompania „Orląt”, tracąc 80 ludzi, oraz wszystkie kompanie batalionu „Gustaw” (26 zabitych). Batalion „Wigry” miał 14 zabitych i 59 rannych. Świadkowie wspominali, iż szczątki rozerwanych na strzępy ofiar zwisały z rynien, gzymsów i rozbitych okien. Resztki ciał ludzkich znajdywano nawet na sąsiednich ulicach. Przy wybuchu kontuzjowany został także dowódca Armii Krajowej, generał Tadeusz Komorowski ps. „Bór”, który przyglądał się pochodowi z okna pałacu Raczyńskich (przed wojną siedziba Ministerstwa Sprawiedliwości).
Wydarzenia przy ul. Kilińskiego wywarły bardzo przygnębiające wrażenie tak na powstańcach, jak i na ludności cywilnej. Kapitan „Gustaw” zażądał przeprowadzenia śledztwa i osądzenia osób, których nieostrożność spowodowała masakrę, jednakże w obliczu coraz silniejszych niemieckich ataków na Starówkę sprawa ta zeszła wkrótce na dalszy plan.
Wokół wybuchu na ul. Kilińskiego narosło przez lata wiele mitów. Polscy historycy i pamiętnikarze (m.in. Adam Borkiewicz, Władysław Bartoszewski, Antoni Przygoński, czy Stanisław Podlewski) długo twierdzili, iż masakra była efektem podstępu Niemców, którzy celowo podrzucili powstańcom „czołg” napełniony materiałem wybuchowym z zapalnikiem czasowym. W przekazie historycznym i wspomnieniowym pojawiały się też inne nieścisłości: m.in. Władysław Bartoszewski pisał, że „czołg” uruchomili żołnierze batalionu „Gustaw”, a Lucjan Fajer błędnie podawał, iż zdobycznym pojazdem była samobieżna mina „Goliath”.
Późniejsze opracowania podają natomiast raczej zgodnie, że pojazd, który spowodował masakrę na ul. Kilińskiego, nie był czołgiem pułapką, zdetonowanym przez Niemców zdalnie lub za pomocą zapalnika czasowego, lecz ciężkim transporterem ładunków, którego pierwotnym przeznaczeniem było zniszczenie barykady na Podwalu, a jego wybuch był zasadniczo dziełem przypadku. Witold Piasecki ps. „Wiktor” twierdził jednak, iż Niemcy celowo zamienili pojazd w pułapkę, o czym według niego miał świadczyć fakt, że nie zniszczyli go ogniem swoich dział od razu, gdy został zdobyty przez powstańców, ale pozwolili na wyprowadzenie go na teren Starówki, gdzie po przerwaniu niemieckiego ostrzału zgromadziło się wiele osób, by go oglądać, co pociągnęło za sobą liczne ofiary jego eksplozji.

## Pamięć

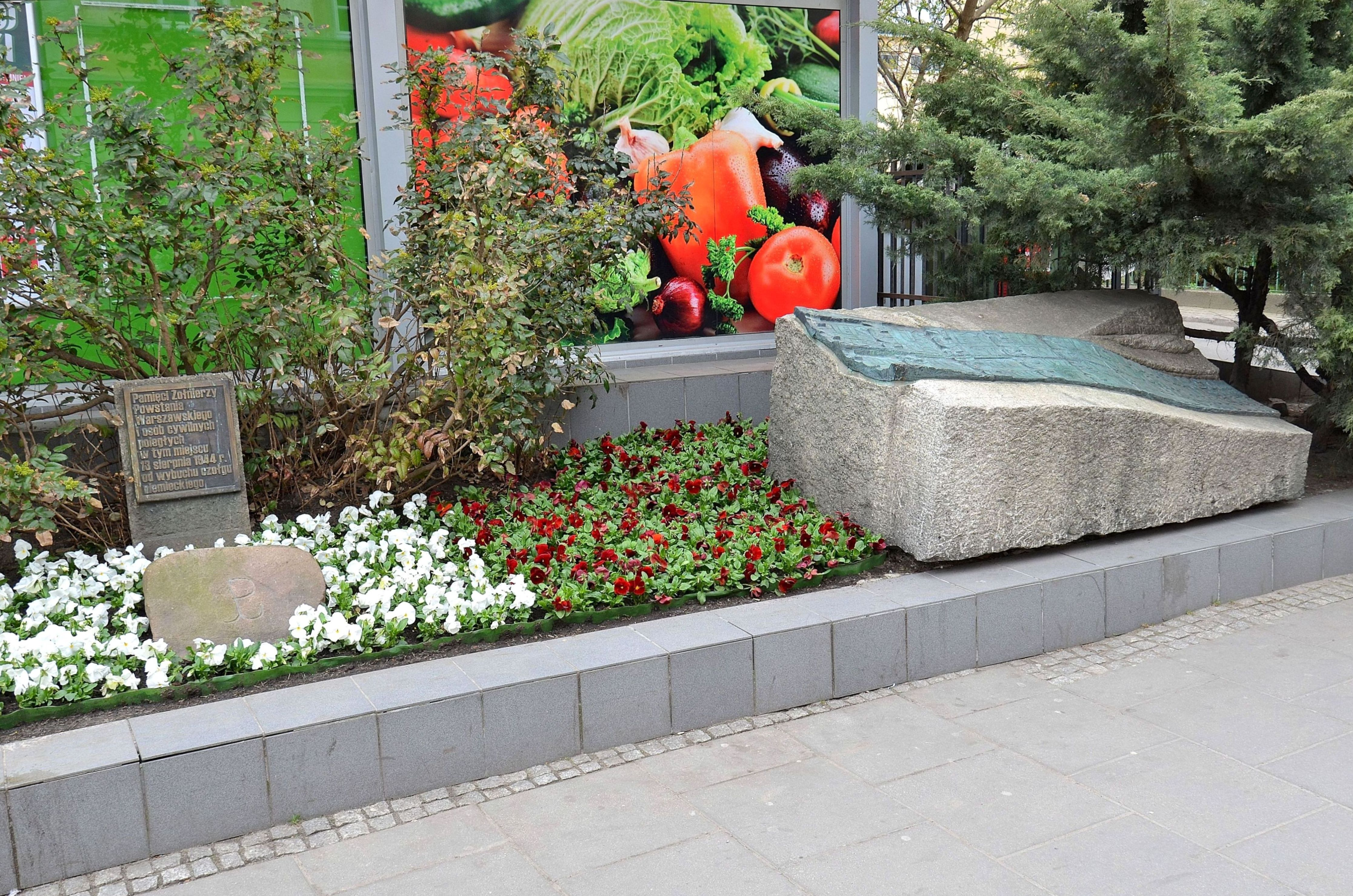
Miejsce pamięci przy ul. Kilińskiego

W latach 50. przy ul. Kilińskiego 3 przy chodniku umieszczono kamień z pamiątkową tablicą z podaną błędną liczbą ofiar i napisem o treści:

Miejsce uświęcone krwią 500 powstańców i mieszkańców Starówki poległych 13.08.1944 od eksplozji czołgu z podstępnie założonym przez wroga materiałem wybuchowym.

 W pierwszej połowie lat 70. obok ustawiono drugi, mniejszy kamień z tablicą z brązu o treści: 

Pamięci żołnierzy powstania warszawskiego i osób cywilnych poległych w tym miejscu 13 sierpnia 1944 r. od wybuchu czołgu niemieckiego.

Jedynym zachowanym śladem tamtych wydarzeń jest natomiast fragment gąsienicy, pochodzący być może z tego samego pojazdu, którego wybuch spowodował masakrę na ulicy Kilińskiego. Wspomniany fragment jest umieszczony na ścianie katedry św. Jana Chrzciciela od strony ulicy Dziekania i opatrzony błędnym podpisem:

Gąsienica niemieckiego czołgu-miny »Goliat«, który podczas Powstania Warszawskiego w 1944 r. zburzył część murów Katedry.

Od 1992 rocznica wybuchu przy ul. Kilińskiego jest obchodzona jako Dzień Pamięci Starówki. Stanowi on integralny element obchodów rocznicowych wybuchu powstania warszawskiego.

## W kulturze
Tuż po zdarzeniu Tadeusz Gajcy poświęcił jej fraszkę ***Święty kucharz od Hipciego, w której znalazły się nawiązujące do niej wersy.
O wybuchu na ul. Kilińskiego wspominał Roman Bratny w drugim tomie swej powieści Kolumbowie. Rocznik 20. W książce narrator opisuje, że ludzie, którzy zbiegli się podziwiać zdobyczną maszynę, siadali na jej wieżyczce – Borgward B IV jej tymczasem nie posiadał. W serialu nakręconym na podstawie powieści wątek ten jest pominięty.
Wybuch na ul. Kilińskiego stanowi także punkt kulminacyjny książki Jarosława Marka Rymkiewicza Kinderszenen.
13 sierpnia 2010 odbyła się na placu Zamkowym w Warszawie premiera fabularyzowanego krótkometrażowego filmu dokumentalnego 13 sierpnia ’44 (scenariusz i reżyseria Małgorzata Brama) poświęconego temu zdarzeniu.
Eksplozję na ul. Kilińskiego opisała również amerykańska dziennikarka Rita Cosby w książce Quiet Hero: Secrets From My Father’s Past („Cichy bohater: tajemnice przeszłości mojego ojca”) o przeżyciach ojca, Ryszarda Kossobudzkiego, w roku 1944 żołnierza AK, który przeżył wybuch.
Scena wybuchu pojazdu Borgward znalazła się także w filmie Miasto 44 (2014) w reżyserii Jana Komasy.

## Literatura przedmiotu
- Łukasz Mieszkowski: Tajemnicza rana. Mit czołgu-pułapki w powstaniu warszawskim. W.A.B., 2014. ISBN 978-83-280-0997-4. Brak numerów stron w książce